# Drimys elongata
Drimys elongata är en tvåhjärtbladig växtart som beskrevs av Henry Nicholas Ridley. Drimys elongata ingår i släktet Drimys och familjen Winteraceae. Inga underarter finns listade.